# Sphodrocepheus anthelionus
Sphodrocepheus anthelionus är en kvalsterart som beskrevs av Tyler A. Woolley och Harold G. Higgins 1968. Sphodrocepheus anthelionus ingår i släktet Sphodrocepheus och familjen Cepheidae. Inga underarter finns listade i Catalogue of Life.